# Juncos Hollinger Racing
Juncos Hollinger Racing, anteriormente Juncos Racing, es un equipo de automovilismo argentino-estadounidense con base en Indianápolis, Indiana, que ha competido en distintos campeonatos estadounidenses como IndyCar Series e Indy NXT, entre otros.

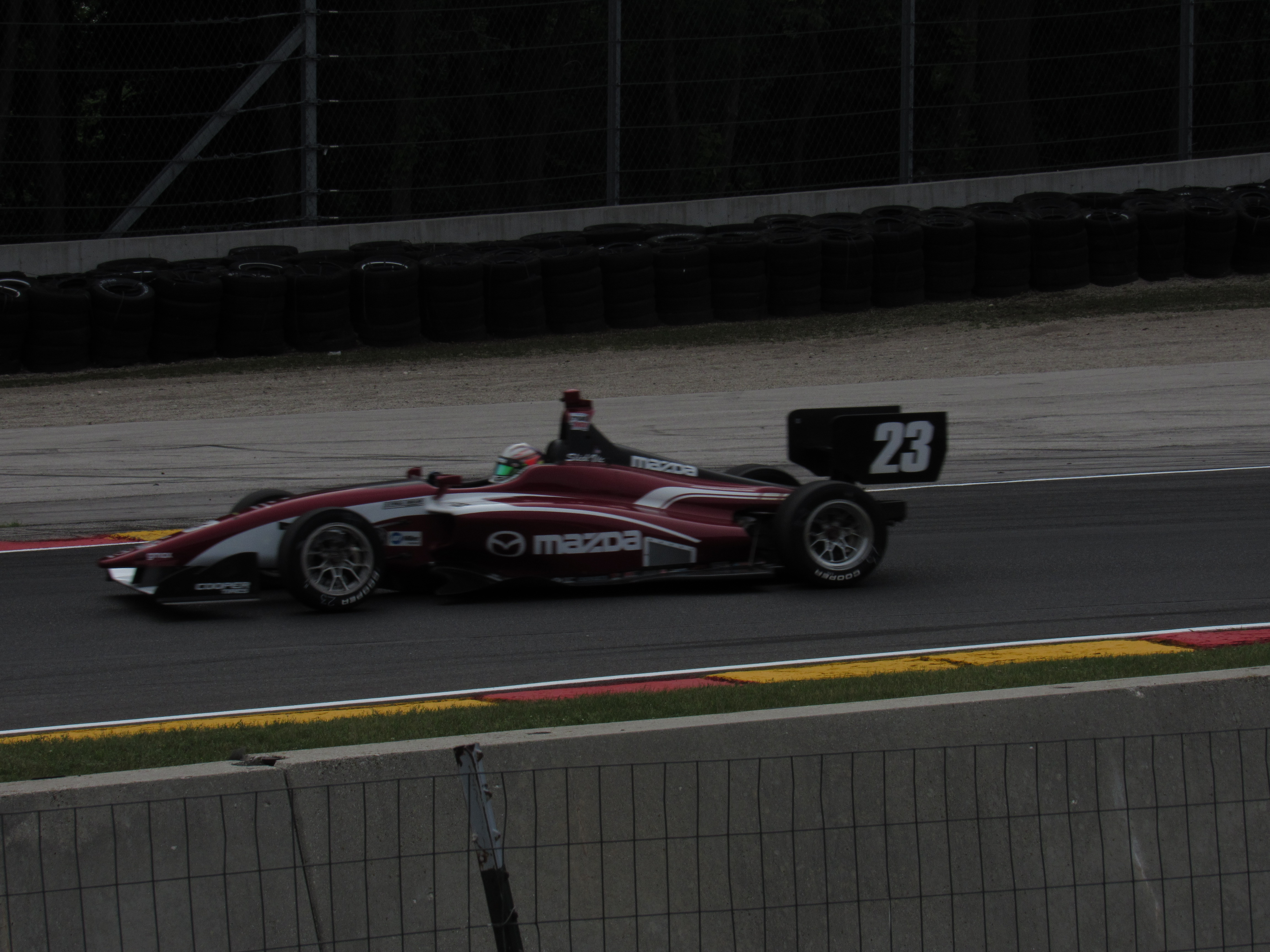
Victor Franzoni en Road America 2018.

## Historia

### Primeros años
Es propiedad de Ricardo Juncos, quien formó el equipo en 1997 y tenía su base en Argentina. En sus inicios compitieron en el Campeonato de Fórmula Renault 1600, el Campeonato de Fórmula Renault 2000 y el Campeonato de Sport Prototipos de Argentina. Sin embargo, debido a la crisis económica, en 2002 Juncos se fue del país para trasladarse a Miami, Florida. Después de tener éxito como mánager e ingeniero del equipo Fittipaldi Racing Karts, en 2003 creó su propio equipo de karting, donde consiguió 19 títulos. 

### Road to Indy
En 2009 cerró el equipo de karting para debutar en la serie Star Mazda (actual Indy Pro 2000). Finalizó segundo en el campeonato de pilotos con Peter Dempsey. En 2010 Conor Daly ganó el campeonato, siendo el primer título en la serie para Juncos, triunfando en siete carreras. Lograría otro tres títulos de pilotos en la categoría: Spencer Pigot en 2014, Victor Franzoni en 2017, Rinus VeeKay en 2018 y Sting Ray Robb en 2020. En 2019, su piloto Rasmus Lindh fue subcampeón, solamente dos puntos por detrás de Kyle Kirkwood.   
Después de un calendario parcial en 2012, el equipo llega a la Indy Lights en 2015. En ese año ganaron el campeonato de pilotos con Spencer Pigot con seis victorias. Kyle Kaiser se coronaría campeón en 2017 con tres victorias, lo que fue el segundo título de pilotos en la categoría para el equipo. En 2019, Rinus VeeKay fue subcampeón detrás de Oliver Askew, para luego ser contratado por Ed Carpenter Racing de IndyCar.

### Ingreso a IndyCar e IMSA
En 2016 Juncos inauguró su base de operaciones en Speedway, Indiana, y para 2017 Juncos compró tres autos y el equipamiento de KV Racing para hacer su debut en la IndyCar Series. Participó en las 500 Millas de Indianápolis con dos Dallara-Chevrolet para los pilotos Spencer Pigot y Sebastian Saavedra. El colombiano logró un 15.º lugar y el estadounidense, un 18.º. Al año siguiente, René Binder disputó seis fechas, Kyle Kaiser, cuatro, y Alfonso Celis Jr., dos. No obstante, el mejor resultado del equipo fue dos 16.º lugares.
En 2019, Kaiser condujo el vehículo del Juncos Racing en las únicas dos participaciones en la temporada de IndyCar: COTA e Indy 500. En esta última, se destaca que Kaiser clasificó a la carrera en la última plaza, dejando afuera al bicampeón de Fórmula 1 Fernando Alonso de McLaren. En carrera, un accidente obligó al piloto a retirarse.
Ese año también compitió también en la IMSA SportsCar Championship en la clase DPi con un Cadillac. Logró un séptimo puesto en Long Beach como mejor resultado. El argentino Agustín Canapino participó en dos carreras, mientras que Will Owen y René Binder fueron los pilotos más habituales en la tripulación del Cadillac.

### Juncos Hollinger Racing
En 2020, el equipo decidió no participar en la IndyCar Series ni en el campeonato IMSA por motivos económicos. Al año siguiente, se anunció la llegada de un nuevo copropietario que devolvería al equipo a la categoría, Brad Hollinger. El equipo cambió de nombre y, ese año, participó en las últimas tres carreras de cara a una temporada 2022 de IndyCar completa. El expiloto de Fórmula 2 y debutante en la categoría, Callum Ilott, fue el elegido.
Para la temporada 2022, Juncos Hollinger Racing regresó a tiempo completo tras adquirir activos de Carlin Motorsport. Ilott continuó como piloto del 77 en todas las carreras, excepto en el Gran Premio de Detroit, donde fue reemplazado por Santino Ferrucci debido a lesiones sufridas en las 500 Millas de Indianápolis. Ilott regresó para las últimas carreras de la temporada, finalizando en el puesto 20 del campeonato.
En septiembre de 2022, el equipo anunció la expansión a una entrada de dos autos para la temporada 2023. En enero de 2023, Agustín Canapino, multicampeón argentino de turismos, fue anunciado como el segundo piloto del equipo, manejando el 78.

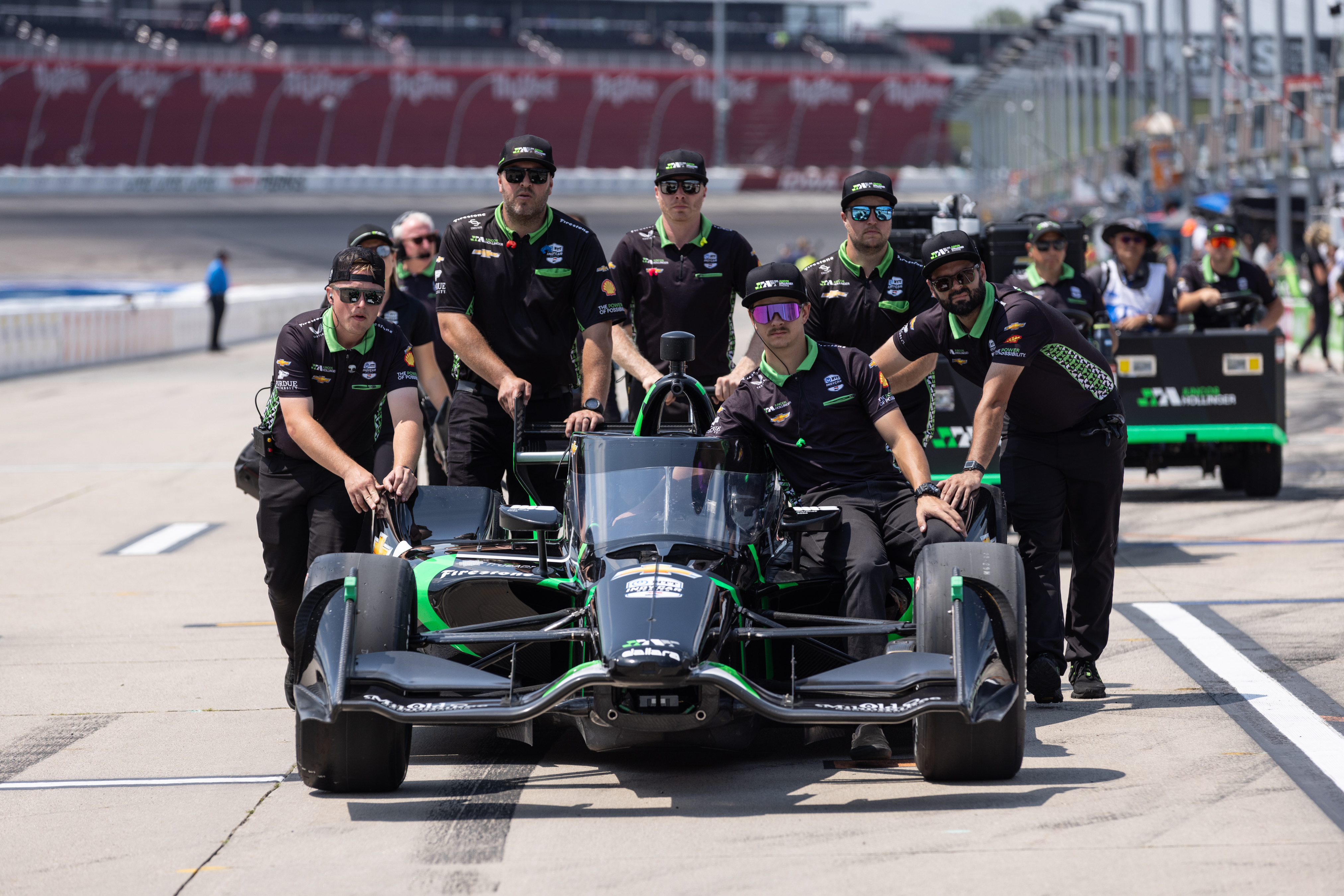
Miembros del Juncos Hollinger Racing en 2024.

En la temporada 2023, Ilott logró el mejor resultado del equipo hasta entonces, dos quintas posiciones en St. Pete y Laguna Seca. El británico finalizó 16.º en el campeonato, mientras que el argentino fue 21.º.
En octubre de 2023, Juncos Hollinger Racing formó una alianza técnica con Arrow McLaren, y anunció la salida de Callum Ilott del equipo, siendo reemplazado por el expiloto de Fórmula 1 Romain Grosjean para la temporada 2024. Sin embargo, tras un incidente en el Gran Premio de Detroit en 2024 que involucró a Canapino y al piloto de Arrow McLaren, Théo Pourchaire, y lo sucedido posteriormente en redes sociales, la asociación fue disuelta. Canapino se retiró temporalmente de la competencia en Road America, siendo reemplazado por Nolan Siegel, y finalmente dejó su asiento en favor de Conor Daly para las últimas cinco carreras. De la mano de Daly, JHR obtuvo su primer podio en IndyCar, en Milwaukee.
Para 2025, Sting Ray Robb acompañará a Daly en el equipo, en lugar de Grosjean.